# Alcazarized
Alcazarized è il secondo album del gruppo musicale europop svedese Alcazar, pubblicato in Svezia e nei paesi scandinavi il 6 maggio 2003.
L'album ha raggiunto la seconda posizione delle classifiche di vendita svedesi, diventando così l'album di maggior successo del gruppo.
Si tratta del primo album del gruppo pubblicato con la formazione composta da quattro elementi, dopo l'ingresso del cantante svedese Magnus Carlsson, ex membro del gruppo svedese Barbados, avvenuta il 13 dicembre del 2002, ed è stata pubblicata in più edizioni.

## Le varie edizioni
La prima edizione è stata pubblicata il 6 maggio 2003 in Svezia ed è composta da tredici brani più due tracce nascoste, Dance with the DJ e Save My Pride, inserite rispettivamente all'inizio ed alla fine dell'album.
Poco dopo l'uscita dell'album, il gruppo ha intrapreso un nuovo tour, il secondo della loro carriera. Il tour si intitolava You've Been Alcazarized Tour 2003.
I brani inseriti nell'album sono stati scelti dai vari componenti tra gli oltre venti brani registrati.
Come nel precedente album, il gruppo ha continuato la collaborazione con Alexander Bard, ma ha collaborato anche con altri artisti come la superstar svedese Orup, con Mathias Lindblom (cantante del gruppo Vacuum) e J. Pipe.
Nel disco vi è inclusa la popolare Love Life, brano scritto dai Pet Shop Boys che irruppe prepotentemente tra le prime dieci posizioni della classifica svedese (il brano è stato estratto come terzo singolo nell'ottobre del 2003).
Dell'album fa parte anche il brano Funky Feet, un brano del famoso gruppo svedese ABBA; questo brano è la prima versione del ben più famoso Dancing Queen, ma non è stato mai inserito in un album ufficiale dagli ABBA, rimanendo così solamente una demo.
Rispetto al precedente album da molti ritenuto più psichedelico, questo nuovo lavoro presentava delle sonorità più dance.
Il primo singolo, uscito solo in Svezia, è il brano Not a Sinner, Nor a Saint, che ha raggiunto la prima posizione in classifica. Il brano è stato anche scelto per la partecipazione all'edizione 2003 del Melodifestivalen, la competizione annuale che seleziona gli artisti partecipanti alla prestigiosa manifestazione Eurovision Song Contest, piazzandosi al terzo posto della classifica finale.
Questo successo ha spinto il gruppo e la casa discografica a progettare l'uscita del disco anche nel mercato europeo. È uscito così il primo singolo europeo che ha anticipato l'uscita della prima edizione europea dell'album.
Il singolo scelto era il brano Ménage à trois e ha ottenuto una tiepida accoglienza. Il gruppo ha cercato di correre ai ripari, ma la scelta del brano da proporre come singolo ha messo in crisi il gruppo e la casa discografica.
Tra i brani in lizza, la spunta un brano che non era stato inserito nell'album e che quindi era rimasto solamente in versione demo. Il brano era costruito sulla base di un vecchio successo di Diana Ross, intitolato Upside Down, mentre la parte centrale era estratta da un successo dei Genesis, Land of Confusion.
Il gruppo, insieme ai produttori, ha lavorato al miglioramento del demo per due giorni e in pochissimo tempo il singolo è stato pubblicato con il titolo di This Is the World We Live in.
Il singolo ha scalato le classifiche di numerosi paesi europei e la casa discografica, dopo le molte richieste, a pubblicare il brano anche in Inghilterra.
Ha preso corpo così l'idea di re-inventare l'intero album; il gruppo ha inciso due nuovi brani, Physical e Start the Fire. Il primo brano è costruito sul campionamento di un brano dei Londonbeat, I've Been Thinking About You, mentre il secondo sul campionamento di un brano di Billy Joel, We Didn't Start the Fire.
Ma il tempo necessario al completamento del brano Start the Fire ha rallentato troppo la realizzazione dell'album, così la casa discografica ha deciso di seguire la stessa strada intrapresa per l'album precedente: pubblicare una seconda edizione europea con il brano Start the Fire e una nuova copertina.
Così il 2 agosto 2004 è uscita la prima edizione europea, che è stata pubblicata in Europa, mentre la seconda edizione europea è stata ripubblicata in Europa e nel resto del mondo. Di questa seconda edizione faceva parte il brano Start the Fire, escluso dalla prima edizione europea pubblicata solo in Svezia.
Rispetto all'edizione svedese sono stati eliminati i brani Ménage à trois, che non aveva incontrato le preferenze del pubblico, Dancefloor Decusoap, Chemistry, Wonderland e le due tracce nascoste, Dancing with the DJ e Save My Pride.
Vengono inseriti i nuovi brani This Is The World We Live In e Physical, mentre il brano Here I Am è stato inserito come traccia nascosta alla fine dell'album. È stato inserito, come bonus track, anche il brano Crying at the Discoteque, singolo di successo del precedente disco.
L'edizione internazionale era praticamente identica alla prima edizione europea, ma con in più il brano Save My Pride ed è stata pubblicata per il mercato del sud-est asiatico nel 2004.
Ad ottobre 2004 è uscita un'edizione speciale solo per il mercato giapponese che comprendeva tutti i brani della seconda edizione europea e due brani della edizione svedese come bonus track : Chemistry e Wonderland.

## Tracce
Edizione svedese
1. Dance with the DJ (traccia nascosta) – 3:06
2. I Love the DJ – 3:33
3. Celebrate the Night – 3:52
4. Ménage à trois – 3:50
5. Dancefloor Decusoap – 3:29
6. Not a Sinner Nor a Saint – 3:03
7. Funky Feet – 3:34
8. I Go Shopping – 3:32
9. Last Days of Disco – 4:24
10. Chemistry – 3:29
11. Love Life – 3:55
12. Wonderland – 4:48
13. Singing to Heaven – 3:32
14. Here I Am – 4:49
15. Save My Pride (traccia nascosta) – 3:52

Durata totale: 56:48
Edizione europea
1. This Is the World We Live In – 3:36
2. I Love the DJ – 3:33
3. Physical – 3:27
4. Love Life – 3:55
5. Not a Sinner Nor a Saint – 3:03
6. Funky Feet – 3:34
7. I Go Shopping – 3:32
8. Last Days of Disco – 4:24
9. Celebrate the Night – 3:52
10. Singing to Heaven – 3:54
11. Someday – 4:07
12. Crying at the Discoteque (Bonus track) – 4:07
13. Start the Fire (Bonus track) – 3:18
14. Here I Am (traccia nascosta) – 4:49

Durata totale: 53:11

## Edizioni speciali
Edizione speciale giapponese (2004)
Pubblicato nel 2004 per il mercato giapponese.
Comprendeva tutti i brani dell'edizione internazionale e due brani dell'edizione svedese come bonus track: Chemistry e Wonderland.
1. This Is the World We Live In – 3:36
2. I Love The DJ – 3:33
3. Physical – 3:27
4. Love Life – 3:55
5. Not a Sinner Nor a Saint – 3:03
6. Funky Feet – 3:34
7. I Go Shopping – 3:32
8. Last Days of Disco – 4:24
9. Celebrate the Night – 3:52
10. Singing to Heaven – 3:54
11. Someday – 4:07
12. Start the Fire – 3:18
13. Chemistry (Bonus track) – 3:28
14. Wonderland (Bonus track) – 4:46
15. Crying at the Discoteque (feat. Crying Boy) – 3:53
16. Here I Am (Traccia nascosta) – 4:49

Durata totale: 61:11

## Singoli

### Svezia
Alcazarized - Edizione svedese (2003)
- Not a Sinner Nor a Saint (2003)
- Ménage à trois (2003)
- Love Life (2003)
- Someday (2003)

### Europa
Alcazarized - Edizione internazionale (2004)
- This Is the World We Live In (2004)
- Physical (2004)

## Pubblicazione
| Versione                     | Data            | Regione          |
| ---------------------------- | --------------- | ---------------- |
| Edizione svedese             | 6 maggio 2003   | Svezia           |
| Prima edizione europea       | 2004            | Svezia           |
| Prima edizione europea       | 2004            | Europa           |
| Seconda edizione europea     | 2 agosto 2004   | Svezia           |
| Seconda edizione europea     | 2 agosto 2004   | Europa           |
| Edizione internazionale      | 2004            | sud-est asiatico |
| Edizione speciale giapponese | 20 ottobre 2004 | Giappone         |